# ブライアント・ジェニングス
ブライアント・ジェニングス（Bryant Jennings、1984年9月25日 - ）は、アメリカ合衆国のプロボクサー。ペンシルベニア州フィラデルフィア出身。

## 来歴
高校時代はアメリカンフットボールやバスケットボール、陸上競技をやっていた。現在もフィラデルフィアの銀行で機械整備士として週5日40時間働いている。

### アマチュア時代
2008年に24歳からボクシングを始めた。
2009年5月、ナショナル・ゴールデングローブスにスーパーヘビー級(91kg超)で出場し決勝で敗れる。6月、全米選手権にスーパーヘビー級(91kg超)で出場するが1回戦で敗れる。
アマチュアの戦績は13勝4敗。

### プロ時代
2010年2月26日、ペンシルベニア州フィラデルフィアのアサイラム・アリーナでゼフェリノ・アルビノとデビュー戦を行い、3-0（3者とも40-36）の判定勝ちを収めデビュー戦を白星で飾った。
2012年1月21日、ペンシルベニア州フィラデルフィアのアサイラム・アリーナでモーリス・バイアームとペンシルベニア州ヘビー級王座決定戦を行い、3-0（97-93、2者が96-94）の判定勝ちを収め王座獲得に成功した。
2012年6月6日、ニュージャージー州ニューアークのプルデンシャル・センターでスティーブ・コリンズと USBA全米ヘビー級王座決定戦を行い、10回3-0（3者とも100-89）の判定勝ちを収め王座獲得に成功した。
2012年12月18日、テンプル大学構内マゴニーグル・ホールでボウイ・トゥポウと対戦し、5回1分17秒TKO勝ちを収め初防衛に成功した。
2014年1月25日、ニューヨークのマディソン・スクエア・ガーデン・シアターでミゲル・アンヘル・ガルシア対ファン・カルロス・ブルゴスの前座でアルトゥール・スピルカとノンタイトル10回戦を行い、10回2分20秒TKO勝ちを収めた。
2014年5月24日、マイク・ペレスとWBC世界ヘビー級挑戦者決定戦を行う予定だったが、ペレスが肩を負傷したことで試合延期となった。
2014年7月26日、マディソン・スクエア・ガーデンでゲンナジー・ゴロフキン対ダニエル・ゲールの前座でマイク・ペレスの肩の負傷で延期となっていたWBC世界ヘビー級挑戦者決定戦を行い、2-1（114-113、115-112、113-114）の判定勝ちを収めデオンテイ・ワイルダーへの挑戦権獲得に成功した。
2015年4月25日、マディソン・スクエア・ガーデンでWBA・IBF・WBO世界ヘビー級スーパー王者のウラジミール・クリチコと対戦し、プロ初黒星となる0-3（109-118、2者が111-116）の判定負けを喫し王座獲得に失敗した。
2015年12月19日、ニューヨーク州ヴェローナのターニング・ストーン・リゾート・アンド・カジノでWBA世界ヘビー級暫定王者のルイス・オルティスと対戦し、7回に左アッパーでダウンを奪われ最後は右ストレートを浴びて足に力が入らなくなりふらついているのを見たレフェリーがストップ。プロ初のKO負けとなる7回2分41秒TKO負けを喫し王座獲得に失敗、上述のクリチコ戦に続く2連敗となり、再起に失敗した。
2017年6月20日、ボブ・アラムのトップランク社と契約した。

## 獲得タイトル
- ペンシルベニア州ヘビー級王座
- USBA全米ヘビー級王座